# Lope Díez de Aux y Armendáriz
Lope Díez de Aux y Armendáriz Saavedra (Charcas, c. 1575-Madrid, 9 de febrero de 1644) fue un noble, político y marino que sería el primer criollo en ocupar el Virreinato de Nueva España, cuyo cargo ejerció de desde el 17 de septiembre de 1635 hasta el 28 de agosto de 1640, cuando fue destituido por Juan de Palafox y Mendoza, destacando por ser un gobernante recto, ponderado y trabajador.
El 29 de abril de 1617, el rey Felipe III le concedió el marquesado de Cadreita, siendo su primer titular, elevando así el señorío familiar de la villa de Cadreita, en Navarra, a título nobiliario.
Preocupado por la piratería, creó una flota con base y arsenal en el Puerto de Veracruz, que más tarde se denominó Armada de Barlovento, y que sirvió para la defensa de las costas y mayor seguridad en la ruta marítima a España.

## Biografía

### Primeros años
Probablemente nació en Charcas (Actual Sucre, Bolivia), alrededor de 1575 por estar su padre, Lope Díez Aux y Armendáriz, en el Virreinato del Perú ejerciendo el cargo de presidente de la Real Audiencia de Charcas (1573-1576) en la fecha aproximada de su nacimiento. Su madre fue Juana de Saavedra y Recalde, hija de Gonzalo de Saavedra, caballero de Santiago, y de Francisca de Recalde, naturales de Sevilla.
A los seis años fue enviado a España para ser educado por su abuela paterna, Inés de Castejón (mujer de Luis Díez de Aux y Armendáriz), en la villa familiar de Ágreda (Soria), y desde joven sirvió en la Armada Española, comenzando a ocupar los primeros cargos de relevancia, al ser nombrado caballero de la Orden de Santiago y general de los Galeones de la Guardia y Carrera de las Indias. Felipe IV le nombró Consejero de Guerra, su mayordomo y gentilhombre de Boca, y su embajador extraordinario al emperador en Alemania.
Contrajo matrimonio con Antonia de Sandoval y Afán de Rivera, III condesa de la Torre, hija de Pedro Suárez de Castilla y Rivera, y de Inés Enríquez de Tavera, siendo padres de una única hija llamada Juana Francisca Díez de Aux y Armendáriz Afán de Rivera, II marquesa de Cadreita, IV condesa de la Torre, señora de la villa de Guillena (Sevilla), dama de la reina Isabel de Francia, y camarera mayor de las reinas María Luisa de Orleans y Mariana de Neoburgo (mujeres de Carlos II de España) y considerada una de las más grandes señoras españolas de su tiempo. Contrajo matrimonio el 12 de enero de 1645 en el Palacio Real de Madrid con Francisco Fernández de la Cueva y Enríquez de Cabrera, VIII duque de Alburquerque, 22.º Virrey de Nueva España y 45.º Virrey de Sicilia, de quienes hubo sucesión.

### Virreinato de Nueva España

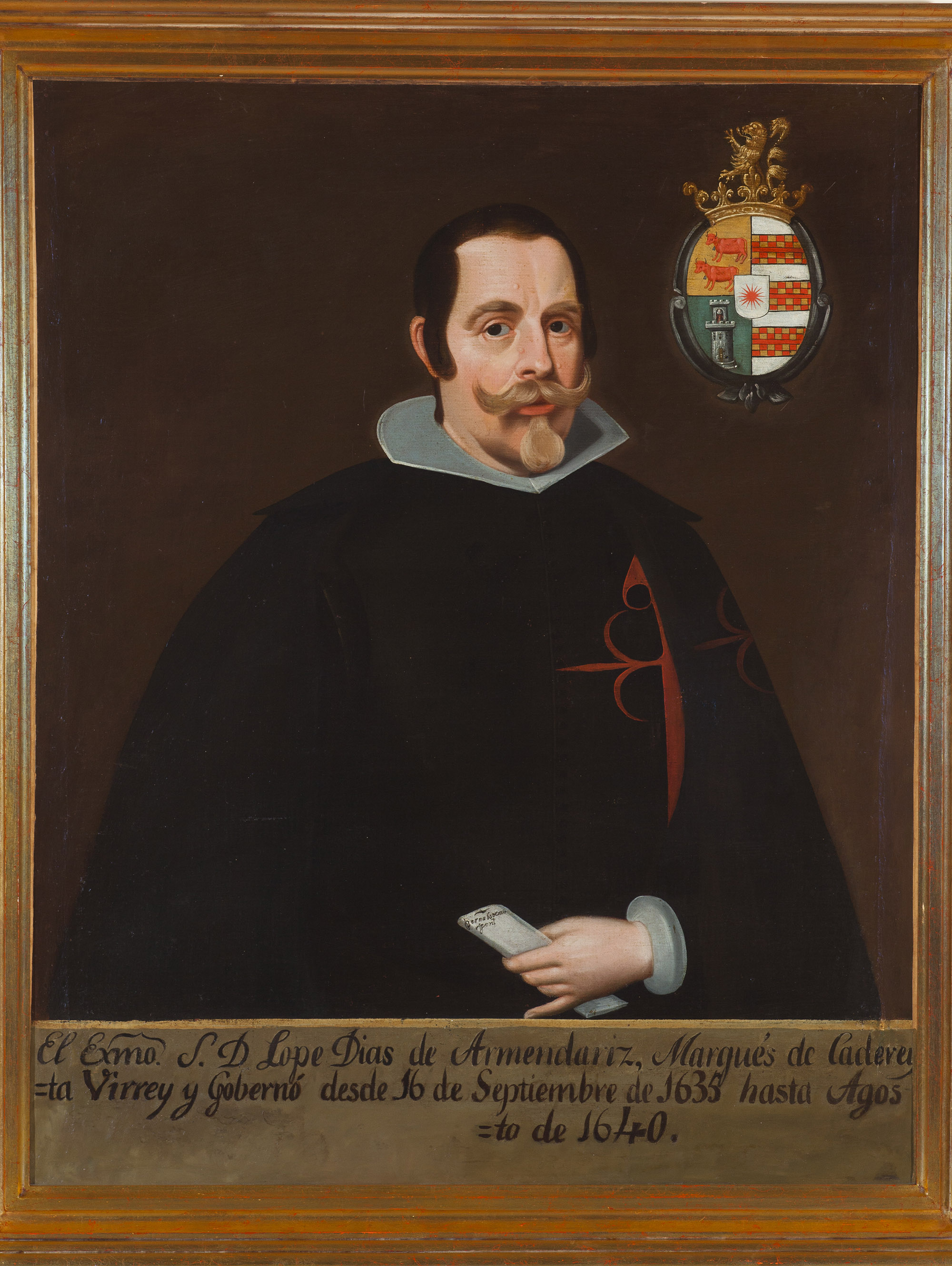
Lope Díez Armendáriz en el Palacio Ayuntamiento México

El 19 de abril de 1635 el rey Felipe IV le asignó el cargo de Virrey de Nueva España, sucediendo al depuesto Rodrigo Pacheco y Osorio, marqués de Cerralbo, que fue enviado a Viena como embajador tras once años de servicio. Hizo su entrada triunfal en la Ciudad de México el 17 de septiembre de 1635 a los 60 años de edad, ante una multitud de criollos que vieron en su nombramiento una puerta abierta para que todos los hijos de españoles nacidos en Indias pudieran ocupar cargos relevantes en el reino.
Al comienzo de su mandato le dio prioridad a los trabajos de drenaje en la capital, limpiando diques y canales que atravesaban la ciudad para salvaguardarla de las inundaciones, y ejecutó las obras de reparación por los destrozos que había causado una inundación reciente.
El 17 de enero de 1637 un terremoto destruyó algunos avances de las obras del desagüe, particularmente a la altura de la zona del túnel de La Quemada. Para llevar a cabo las obras de remodelación, recibió asesoramiento de los expertos Fernando de Zepeda y Hernán Carrillo, y en marzo del año siguiente se determinó la apertura de un canal que sustituyera al túnel, aprobado por el gobierno municipal, la Real Audiencia y los gremios. Se ejecutó aprovechando una enorme fisura del Tajo de Nochistongo, y resultó muy provechoso en el control de inundaciones, siendo ampliado por el gobierno independiente en el siglo XIX.
Como experimentado marino que conocía bien las costas de las Indias, conocía de primera mano el problema de la piratería, y le preocupó especialmente el peligro que corrían continuamente los puertos y costas de Nueva España. Para combatir estos desembarcos piratas y proteger los derechos españoles, creó una flota con base y arsenal en el Puerto de Veracruz, que más tarde sería conocida como la Armada de Barlovento.
Fundó el Convento de San Bernardo y el Hospital del Espíritu Santo, y para proteger a los habitantes y colonos del Nuevo Reino de León (el actual territorio del estado mexicano de Nuevo León) de los ataques y saqueos provocados por las tribus de Apaches y Comanches. Fundó una villa con su nombre en el Nuevo Reino de León, Cadereyta y otra fortificación de igual nombre en Cadereyta. También ordenó una expedición a las Californias, que tuvo un resultado desastroso.
Fue acusado de muchas irregularidades y defectos por sus enemigos, entre ellos el obispo de Puebla, Juan de Palafox y Mendoza.

## Legado
En Cadreyita, el ayuntamiento erigió un monumento en el año 2015 en su honor donde resume su vida de la siguiente manera:

Don Lope Díez de Aux de Armendáriz nace en el año de 1575 en Quito, Ecuador. Hijo de don Luis Díez de Armendariz III Señor de Cadreita e Inés de Castejón. A los 6 años de edad es Llevado a España. Sirve en la marina y otros puestos de importancia. Se casa con Doña Antonia de Sandoval y Rojas, condesa de la Torre. El Rey Felipe III lo nombra VI señor de Cadreita y a la vez también lo nombra I Marqués de Cadreita, dado en Aranjuez. El 16 de septiembre de 1635, Felipe IV lo nombra Virrey XVI de la Nueva España y el 29 de Junio de 1640, día de San Pedro y San Pablo, permite que se funde la Villa de San Nicolás de Tolentino en el Valle del Maya, actualmente Cadreyta. La fundación la Proclaman el Capitán Alonso de Tovar y Guzmán y el Fraile Franciscano Pablo Betancour, siendo testigos treinta familias de Huichapan. Terminando su virreinato, Don Diego López Pacheco, Cabrera y Bobadilla, Duque de Escalona, ordena que la villa de San Nicolás de Tolentino se le nombre Villa de Cadreyta en honor de quien permitió su fundación, el Marqués de Cadreita. Don Lope Díez de Aux de Armendáriz, Virrey XVI de la Nueva España, quien muere el 2 de marzo de 1644 en España.
Ayuntamiento de Cadreyta 2015-2017

No obstante, la placa en su honor tiene el error de llamar a confundir a Lope con su padre de apellido Castrejón, mientras que el hijo se llamaría Saavedra. Su madre sería Juana de Saavedra y Recalde, hija de Gonzalo de Saavedra, caballero de la Orden de Santiago, natural de Sevilla. Emparentado además con el que fuera gobernador de Quito Rodrigo de Salazar, descendiente de la familia Niño, Carrión y Salazar, caballeros de Toledo.